# Constanze Engelbrecht
Constanze Engelbrecht, all'anagrafe Constanze Franz (Monaco di Baviera, 6 gennaio 1950 – Monaco di Baviera, 20 luglio 2000), è stata un'attrice e doppiatrice tedesca, che fu attiva dall'inizio degli anni settanta fino alla fine degli anni novanta, fino a pochi anni prima della morte prematura.

## Biografia
Figlia dell'attrice Alice Franz e dello scultore Gen Golch, partecipò a varie serie televisive quali Il commissario Köster (Der Alte), Il commissario Navarro, L'ispettore Derrick, ecc. Apparve inoltre in miniserie televisive italiane quali Un milione di miliardi (1988), Dagli Appennini alle Ande (1990), Il rosso e il nero (1997), ecc.
Come doppiatrice, prestò la sua voce ad attrici quali Isabelle Adjani, Jenny Agutter, Nancy Allen, Jamie Lee Curtis, Yamine Dahm, Jessica Harper, Kay Lenz, ecc.

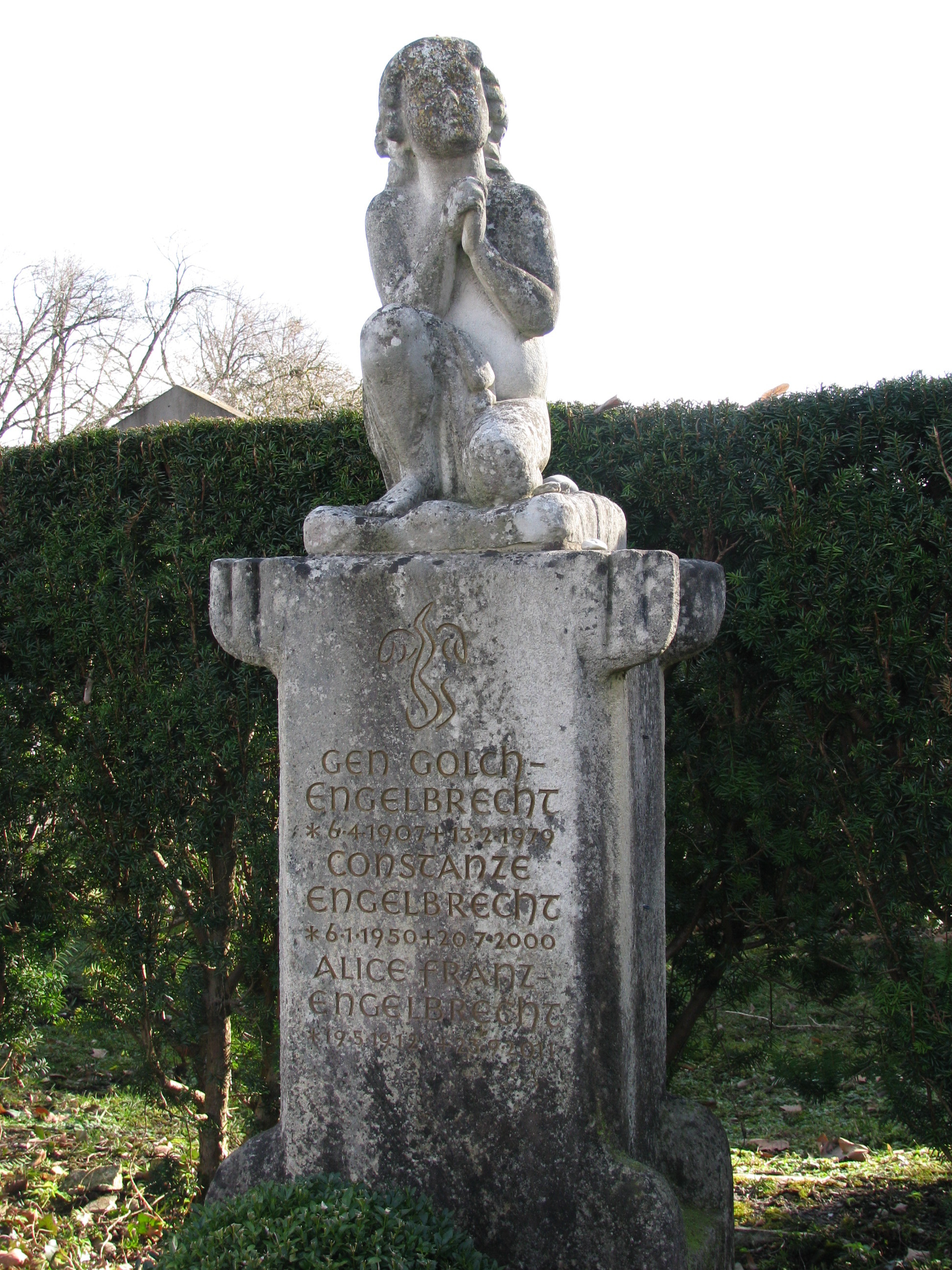
La tomba di Constanze Engelbrecht al Nordfriedhof di Monaco

Constanze Engelbrecht muore a soli 50 anni a Monaco di Baviera, sua città natale, il 20 luglio 2000, dopo aver combattuto per due anni contro un cancro al seno, in seguito propagatosi anche al cervello.

## Vita privata
Era sposata con l'attore François Nocher dal quale aveva avuto una figlia, Julie Engelbrecht, anch'essa attrice.

## Filmografia parziale
- 1973: Ein Haus voll Zeit
- 1977: Il commissario Köster (Der Alte; serie TV, 1 episodio)
- 1983: L'homme de Suez (TV)
- 1985: L'ispettore Derrick (Derrick, serie TV, episodio "Chi ha sparato ad Asmy?"; ruolo: Helene Asmy)
- 1987: La famiglia Drombusch stagioni 3 e 4 come Brigitte Sanders
- 1988: Il commissario Kress (Der Alte; serie TV, 1 episodio)
- 1988: L'ispettore Derrick (Derrick, serie TV, episodio "Un potenziale omicida"; ruolo: Anette Schlling)
- 1988: Un milione di miliardi (miniserie TV), regia di Gianfranco Albano (ruolo: Ruth)
- 1990: Dagli Appennini alle Ande (miniserie TV)
- 1991: Il commissario Navarro (Navarro; serie TV, 1 episodio)
- 1993: Fiorile, regia di Paolo e Vittorio Taviani
- 1993: L'ispettore Derrick (Derrick, serie TV, episodio "Una vita bruciata"; ruolo: Irene Solm)
- 1997: Il rosso e il nero (miniserie TV)
- 1998:  Il conte di Montecristo (miniserie TV; ruolo: Hermine Danglars)